# سیمرغ بلورین بهترین کارگردانی جشنواره فیلم فجر
سیمرغ بلورین بهترین کارگردانی جایزه‌ای است که هرساله در جشنوارهٔ فیلم فجر به بهترین کارگردان اهدا می‌شود.
مجید مجیدی با ۴ سیمرغ کارگردانی رکورددار این جایزه است.بعد از او حاتمی‌کیا و فرهادی هرکدام با ۳ سیمرغ در رده های بعدی هستند.
داریوش مهرجویی با ۱۰ نامزدی و ۲ سیمرغ رکورددار نامزد شدن برای این جایزه است.

## بُردها و نامزدهای چندباره
کارگردانان زیر بیش از یک بار نامزد دریافت سیمرغ بهترین کارگردانی از جشنواره فیلم فجر شده‌اند. در فهرست زیر افراد با توجه به تعداد دریافت سیمرغ قرار گرفته‌اند، تعداد نامزدی‌های هر یک از افراد نیز روبروی اسامی آن‌ها درج شده‌است.
| کارگردان            | دفعات نامزدی | دفعات برنده شدن |
| ------------------- | ------------ | --------------- |
| مجید مجیدی          | ۶            | ۴               |
| ابراهیم حاتمی کیا   | ۶            | ۳               |
| اصغر فرهادی         | ۵            | ۳               |
| داریوش مهرجویی      | ۱۰           | ۲               |
| احمدرضا درویش       | ۴            | ۲               |
| کیانوش عیاری        | ۳            | ۲               |
| رضا میرکریمی        | ۶            | ۲               |
| بهرام توکلی         | ۶            | ۱               |
| محسن مخملباف        | ۵            | ۱               |
| محمدحسین مهدویان    | ۴            | ۱               |
| محمد بزرگ نیا       | ۳            | ۱               |
| یدالله صمدی         | ۳            | ۱               |
| پرویز شهبازی        | ۳            | ۱               |
| بهروز افخمی         | ۳            | ۱               |
| عباس کیارستمی       | ۲            | ۱               |
| رخشان بنی اعتماد    | ۲            | ۱               |
| سیروس الوند         | ۲            | ۱               |
| واروژ کریم مسیحی    | ۲            | ۱               |
| کیومرث پور احمد     | ۲            | ۱               |
| رسول ملاقلی‌پور      | ۲            | ۱               |
| ابوالحسن داوودی     | ۲            | ۱               |
| پرویز شیخ طادی      | ۲            | ۱               |
| سعید روستایی        | ۲            | ۱               |
| محمد علی باشه آهنگر | ۲            | ۱               |
| مسعود جعفری جوزانی  | ۴            | ۰               |
| محمدمهدی عسگرپور    | ۳            | ۰               |
| خسرو معصومی         | ۳            | ۰               |
| کمال تبریزی         | ۳            | ۰               |
| مسعود کیمیایی       | ۲            | ۰               |
| منوچهر عسگری نسب    | ۲            | ۰               |
| تهمینه میلانی       | ۲            | ۰               |
| علیرضا داود نژاد    | ۲            | ۰               |
| بهرام بیضایی        | ۲            | ۰               |
| علیرضا رئیسیان      | ۲            | ۰               |
| همایون اسعدیان      | ۲            | ۰               |
| فرزاد مؤتمن         | ۲            | ۰               |

## فهرست
| دوره | سال  | کارگردان برنده               | برای کارگردانی فیلم     |
| ---- | ---- | ---------------------------- | ----------------------- |
| ۱    | ۱۳۶۱ | برنده نداشت                  | —                       |
| ۲    | ۱۳۶۲ | خسرو سینایی                  | هیولای درون             |
| ۳    | ۱۳۶۳ | یدالله صمدی                  | مردی که زیاد می‌دانست    |
| ۴    | ۱۳۶۴ | کیانوش عیاری                 | تنوره دیو               |
| ۵    | ۱۳۶۵ | عباس کیارستمی                | خانه دوست کجاست؟        |
| ۶    | ۱۳۶۶ | کیانوش عیاری                 | آن‌سوی آتش               |
| ۷    | ۱۳۶۷ | محسن مخملباف                 | بایسیکل‌ران              |
| ۸    | ۱۳۶۸ | داریوش مهرجویی               | هامون                   |
| ۹    | ۱۳۶۹ | واروژ کریم‌مسیحی              | پرده آخر                |
| ۱۰   | ۱۳۷۰ | رخشان بنی‌اعتماد              | نرگس                    |
| ۱۱   | ۱۳۷۱ | سیروس الوند                  | یکبار برای همیشه        |
| ۱۲   | ۱۳۷۲ | محمد بزرگ‌نیا                 | جنگ نفت‌کش‌ها             |
| ۱۳   | ۱۳۷۳ | داریوش مهرجویی               | پری                     |
| ۱۴   | ۱۳۷۴ | کیومرث پوراحمد               | خواهران غریب            |
| ۱۵   | ۱۳۷۵ | مجید مجیدی                   | بچه‌های آسمان            |
| ۱۶   | ۱۳۷۶ | ابراهیم حاتمی‌کیا             | آژانس شیشه‌ای            |
| ۱۷   | ۱۳۷۷ | رسول ملاقلی‌پور               | هیوا                    |
| ۱۸   | ۱۳۷۸ | بهمن فرمان‌آرا                | خانه‌ای روی آب           |
| ۱۹   | ۱۳۷۹ | مجید مجیدی                   | باران                   |
| ۲۰   | ۱۳۸۰ | رسول صدرعاملی                | من، ترانه ۱۵ سال دارم   |
| ۲۱   | ۱۳۸۱ | رضا میرکریمی                 | اینجا چراغی روشن است    |
| ۲۲   | ۱۳۸۲ | احمدرضا درویش                | دوئل                    |
| ۲۳   | ۱۳۸۳ | مجید مجیدی                   | بید مجنون               |
| ۲۴   | ۱۳۸۴ | اصغر فرهادی                  | چهارشنبه‌سوری            |
| ۲۵   | ۱۳۸۵ | محمد حسین لطیفی              | روز سوم                 |
| ۲۶   | ۱۳۸۶ | مجید مجیدی                   | آواز گنجشک‌ها            |
| ۲۷   | ۱۳۸۷ | اصغر فرهادی                  | درباره الی              |
| ۲۸   | ۱۳۸۸ | ابراهیم حاتمی‌کیا             | به رنگ ارغوان           |
| ۲۹   | ۱۳۸۹ | اصغر فرهادی                  | جدایی نادر از سیمین     |
| ۳۰   | ۱۳۹۰ | پرویز شیخ طادی               | روزهای زندگی            |
| ۳۱   | ۱۳۹۱ | پرویز شهبازی                 | دربند                   |
| ۳۲   | ۱۳۹۲ | احمدرضا درویش                | رستاخیز                 |
| ۳۳   | ۱۳۹۳ | ابوالحسن داوودی              | رخ دیوانه               |
| ۳۴   | ۱۳۹۴ | سعید روستایی                 | ابد و یک روز            |
| ۳۵   | ۱۳۹۵ | وحید جلیلوند                 | بدون تاریخ، بدون امضا   |
| ۳۶   | ۱۳۹۶ | ابراهیم حاتمی‌کیا بهرام توکلی | به وقت شام تنگه ابوقریب |
| ۳۷   | ۱۳۹۷ | نرگس آبیار                   | شبی که ماه کامل شد      |
| ۳۸   | ۱۳۹۸ | محمدحسین مهدویان             | درخت گردو               |
| ۳۹   | ۱۳۹۹ | مهدی جعفری                   | یدو                     |
| ۴۰   | ۱۴۰۰ | رضا میرکریمی                 | نگهبان شب               |
| ۴۱   | ۱۴۰۱ | محمد علی باشه آهنگر          | سینما متروپل            |
| ۴۲   | ۱۴۰۲ | بهروز افخمی                  | صبح اعدام               |
| ۴۳   | ۱۴۰۳ | حمید زرگرنژاد                | شمال از جنوب غربی       |